# سمامة برليوزي
سمامة برليوزي (الاسم العلمي:   Apus  berliozi) (بالإنجليزية: Forbes-Watson's  Swift) هو طائر ينتمي إلى سمامة (فصيلة: Apodidae).